# Erich Kohlhauer
Erich Kohlhauer (* 2. Mai 1891 in Hanau; † 14. Dezember 1970 in Frankfurt am Main) war ein deutscher Offizier des Heeres der Wehrmacht im Zweiten Weltkrieg. Sein letzter Dienstgrad war der eines Generalmajors.

## Militärische Laufbahn

### Erster Weltkrieg und Weimarer Republik
Der am 3. März 1910 zum Fähnrich beförderte Kohlhauer diente zunächst bei der Preußischen Armee im Telegraphen-Bataillon 3. In diesem verblieb er bis zum Ausbruch des Ersten Weltkrieges. Während dieser Zeit erfolgte am 20. März 1911 seine Beförderung zum Leutnant. Von August 1914 bis 1916 fungierte er als Führer einer Funkstation, wo er am 18. Juni 1915 zum Oberleutnant befördert wurde. Noch im Jahr 1916 erfolgte Kohlhauers Verwendung als Referent beim Chef des Nachrichtenwesens. 1918 erfolgte Kohlhausers Beförderung zum Hauptmann und seine Verwendung als Chef der Festungs-Fernsprechkompanie bei der Armeeabteilung C. Ende 1920 wurde Kohlhauer aus der Vorläufigen Reichswehr verabschiedet.
Anschließend arbeitete er von 1921 bis 1924 bei der Telefonfabrik Lorenz AG in Berlin.

### Wehrmacht und Zweiter Weltkrieg
Am 1. Oktober 1934 erfolgte Kohlhausers Reaktivierung mit Rangdienstalter als Hauptmann bei der Reichswehr. Dort fungierte er bis Ende August 1935 als Kompaniechef der Nachrichten-Abteilung 8. Am 1. September 1935 wurde Kohlhauer, unter gleichzeitiger Beförderung zum Major, zum Kommandeur der Nachrichten-Abteilung 48 ernannt, die er bis Ende April 1938 kommandierte. Hier erfolgte am 1. April 1938 seine Beförderung zum Oberstleutnant. Nach dem Anschluss Österreichs fungierte Kohlhauer von Mai 1938 bis Ende März 1939 als Kommandeur der Nachrichten-Kommandantur in Wien. Am 1. April 1939 stieg Kohlhauer zum Abteilungschef im Oberkommando der Wehrmacht auf, wo er für das Wehrmacht-Nachrichten-Verbindungen (WNV) verantwortlich zeichnete. Diese Stellung hielt der am 1. April 1941 zum Oberst beförderte Kohlhauer bis Ende März 1942 inne. Sein Vorgesetzter war in dieser Zeit General der Nachrichtentruppe Erich Fellgiebel. Am 1. April 1942 wurde er zum Kommandeur des Armee-Nachrichten-Regiments 589 ernannt, dessen Posten er jedoch nach nur wenigen Wochen wieder abgab. Bereits am 1. Mai 1942 erfolgte seine Ernennung zum Armee-Nachrichtenführer der 4. Armee, dessen Funktionen er bis Ende März 1944 innehielt. Während dieser Zeit wurde Kohlhauer am 22. Oktober 1943 mit dem Deutschen Kreuz in Silber ausgezeichnet. Am 1. April 1944 wurde Kohlhauer zum Nachrichtenführer der Heeresgruppe Mitte ernannt, wo er am 1. April 1945 zum Generalmajor befördert wurde.
Am 10. April 1945 erhielt Kohlhauer das Ritterkreuz des Kriegsverdienstkreuzes mit Schwertern verliehen und wurde zugleich zum Höheren Nachrichtenführer Reich im Oberkommando der Wehrmacht (OKW) ernannt; eine Position, die er über das Kriegsende hinaus bis 21. Mai 1945 unter der Regierung Dönitz innehielt. Anschließend geriet Kohlhauer in britische Kriegsgefangenschaft, aus der er am 1. Juli 1947 entlassen wurde.
Seine Tochter Astrid (1938–2014 oder 2015) war mit Bernhard Graf zu Solms-Wildenfels (* 1941) verheiratet.